# Roncadelle
Roncadelle är en ort och kommun i provinsen Brescia i regionen Lombardiet i Italien. Kommunen hade 9 453 invånare (2018).